# Владичин Хан
Владичин Хан је градско насеље и седиште истоимене општине у Пчињском округу. Према попису из 2022. било је 7.343 становника. Има добар положај јер је на прометном путном правцу од Београда и Ниша преко Скопља до Солуна. Владичин Хан припада групи општина у долини Јужне Мораве, и обухвата 51 насеље.

## Историја
Владичин Хан спада у ред младих насеља — први пут се помиње пре око 120 година. Име је добио по усамљеној кући — хану, која се налазила на „царском друму”, у атару села Калиманце. Према подацима публицисте Татомира П. Вукановића, кућу је, половином 19. века, подигао извесни Стефан Грк, који је, бежећи од Турака, овде нашао уточиште, саградивши хан за прихват каравана. Стефан је касније хан продао скопском митрополиту Пајсију, по чијој је црквеној титули (владика), хан добио име — Владичин Хан. Убрзо је исто име добило и насеље које се ту формирало.
ОД 1887. године, Владичин Хан је у службеним списима насеље које је и седиште среза пољаничког. Развоју насеља и овог краја посебно је допринела изградња железничке пруге 1886. и моста на Јужној Морави 1910. године. Према првом попису становника од 1890. године, Владичин Хан имао је 26 кућа и 101 становника, а 1895. године 60 домаћинстава са 325 становника. Указом Краља од 25. јуна 1921. године насеље је добило статус варошице, иако се општина у наредних шест година звала - калиманска.
Као и сви ови крајеви и Владичин Хан је, у току балканских и Првог светског рата, веома страдао од бугарског и немачког окупатора. О томе говоре подаци из пописа од 1921. године, када је регистровано само 66 домаћинстава и 317 становника. Већ 1930. године, пописом је забележено да ово место има 450 становника и 117 кућа за становање.
Између два светска рата Владичин Хан је био варошица са развијеном трговином и занатством. Подаци кажу да је варош 1930. године имала 20 трговаца који су годишње извозили 50 до 100 вагона јабука и крушака, 30 вагона волова и око 6000 оваца и коза. Те 1930. године, варош је имала 5 воденичара, 2 казанџије, 12 ковача, 3 колара, 5 кројача, 2 обућара, 5 пекара, 2 поткивача, 2 столара, 15 терзија и по једног лимара и ужара. У 57 радњи, поред мајстора, радило је 96 калфи и шегрта.
Прво индустријско предузеће овде је формирано у каменолому (мајдану) Момин Камен, који је, по неким подацима, радио још у време Турака. Званично, прво индустријско предузеће је Фабрика за производњу црепа и цигле, саграђена 1930/31. године, која је била власништво Миодрага Костића, Драгутина Станковића и Михајла Ђорђевића, а запошљавала је 25 радника. Прво државно индустријско предузеће била је Дуванска станица, која је почела рад 1937. године (зграда завршена 1938), мада је овде дуван откупљиван још пре Првог светског рата. Индустријски и укупан развој места посебно је живнуо 1938. године, када је Владичин Хан добио струју.
Нови, укупни слом, град је доживео у Другом светском рату, када га је окупирала бугарска војска, која је за четири године одавде интернирала око 2300 мештана, а спалила 1160 зграда. Из ове општине је 1850 бораца приступило партизанским јединицама, од којих је 152 дало животе на ратиштима широм Југославије. Владичин Хан је 8. септембра 1944. године ослободила 8. српска бригада 22. дивизије. Од тада почиње једна нова страница историје овог града и његов нагли економски, културни и свеукупни развој.
По првом послератном попису 1948. године Владичин Хан је имао 1262 становника и 350 домаћинстава. Већ 1953. године је било 1782 житеља. Значајна промена је да је варош 1956. године добила свој први Урбанистички план, а у распону од 1958. до 1962. урађен је и Детаљни урбанистички план. Тиме је ова варош почела да добија урбане контуре и лик варошког насеља индустријског типа. Водовод је изграђен 1964. године. Бетонски мост преко Врле пуштен је у саобраћај јануара 1965, пошто је стари дрвени набујала река однела претходног јула.

## Демографија
У насељу Владичин Хан живи 6524 пунолетна становника, а просечна старост становништва износи 36,5 година (35,9 код мушкараца и 37,2 код жена). У насељу има 2643 домаћинства, а просечан број чланова по домаћинству је 3,15.
Ово насеље је скоро у потпуности насељено Србима (према попису из 2002), а у последња три пописа, примећен је пораст у броју становника.
|             |            | \| Демографија[3] \| Демографија[3] \| Демографија[3] \| \| Година \| Становника \| Становника \| \| -------------- \| -------------- \| -------------- \| \| 1948. \| 1.262 \| \| \| 1953. \| 1.782 \| \| \| 1961. \| 2.395 \| \| \| 1971. \| 3.809 \| \| \| 1981. \| 6.207 \| \| \| 1991. \| 7.835 \| 7.772 \| \| 2002. \| 8.338 \| 8.529 \| \| 2011. \| 8.030 \| \| \| 2022. \| 7.343 \| \| |
| Демографија |            | |
| Година      | Становника | Становника |
| 1948.       | 1.262      | |
| 1953.       | 1.782      | |
| 1961.       | 2.395      | |
| 1971.       | 3.809      | |
| 1981.       | 6.207      | |
| 1991.       | 7.835      | 7.772 |
| 2002.       | 8.338      | 8.529 |
| 2011.       | 8.030      | |
| 2022.       | 7.343      | |

| Етнички састав према попису из 2002.‍ | Етнички састав према попису из 2002.‍ | Етнички састав према попису из 2002.‍ | Етнички састав према попису из 2002.‍ | Етнички састав према попису из 2002.‍ |
| ------------------------------------ | ------------------------------------ | ------------------------------------ | ------------------------------------ | ------------------------------------ |
|                                      |                                      |                                      |                                      |                                      |
| Срби                                 | Срби                                 |                                      | 7.821                                | 93,79%                               |
| Роми                                 | Роми                                 |                                      | 361                                  | 4,32%                                |
| Бугари                               | Бугари                               |                                      | 26                                   | 0,31%                                |
| Македонци                            | Македонци                            |                                      | 18                                   | 0,21%                                |
| Црногорци                            | Црногорци                            |                                      | 6                                    | 0,07%                                |
| Југословени                          | Југословени                          |                                      | 6                                    | 0,07%                                |
| Хрвати                               | Хрвати                               |                                      | 4                                    | 0,04%                                |
| Муслимани                            | Муслимани                            |                                      | 2                                    | 0,02%                                |
| Украјинци                            | Украјинци                            |                                      | 1                                    | 0,01%                                |
| Руси                                 | Руси                                 |                                      | 1                                    | 0,01%                                |
| Немци                                | Немци                                |                                      | 1                                    | 0,01%                                |
| Мађари                               | Мађари                               |                                      | 1                                    | 0,01%                                |
| Горанци                              | Горанци                              |                                      | 1                                    | 0,01%                                |
| непознато                            | непознато                            |                                      | 9                                    | 0,10%                                |

| \| \| м \| \| \| ж \| \| ? \| 15 \| \| \| 18 \| \| 80+ \| 33 \| \| \| 54 \| \| 75—79 \| 56 \| \| \| 86 \| \| 70—74 \| 92 \| \| \| 134 \| \| 65—69 \| 153 \| \| \| 210 \| \| 60—64 \| 179 \| \| \| 191 \| \| 55—59 \| 208 \| \| \| 201 \| \| 50—54 \| 364 \| \| \| 328 \| \| 45—49 \| 388 \| \| \| 379 \| \| 40—44 \| 327 \| \| \| 336 \| \| 35—39 \| 277 \| \| \| 295 \| \| 30—34 \| 288 \| \| \| 299 \| \| 25—29 \| 340 \| \| \| 327 \| \| 20—24 \| 319 \| \| \| 359 \| \| 15—19 \| 340 \| \| \| 296 \| \| 10—14 \| 269 \| \| \| 273 \| \| 5—9 \| 233 \| \| \| 221 \| \| 0—4 \| 222 \| \| \| 228 \| \| Просек : \| 35,9 \| \| \| 37,2 \| |      |  |  |      |
| |      |  |  |      |
| | м    |  |  | ж    |
| ? | 15   |  |  | 18   |
| 80+ | 33   |  |  | 54   |
| 75—79 | 56   |  |  | 86   |
| 70—74 | 92   |  |  | 134  |
| 65—69 | 153  |  |  | 210  |
| 60—64 | 179  |  |  | 191  |
| 55—59 | 208  |  |  | 201  |
| 50—54 | 364  |  |  | 328  |
| 45—49 | 388  |  |  | 379  |
| 40—44 | 327  |  |  | 336  |
| 35—39 | 277  |  |  | 295  |
| 30—34 | 288  |  |  | 299  |
| 25—29 | 340  |  |  | 327  |
| 20—24 | 319  |  |  | 359  |
| 15—19 | 340  |  |  | 296  |
| 10—14 | 269  |  |  | 273  |
| 5—9 | 233  |  |  | 221  |
| 0—4 | 222  |  |  | 228  |
| Просек : | 35,9 |  |  | 37,2 |

| Година пописа     | 1948. | 1953. | 1961. | 1971. | 1981. | 1991. | 2002. |
| ----------------- | ----- | ----- | ----- | ----- | ----- | ----- | ----- |
| Број домаћинстава | 350   | 485   | 778   | 1.121 | 1.826 | 2.289 | 2.643 |

| Број чланова      | 1   | 2   | 3   | 4   | 5   | 6  | 7  | 8 | 9 | 10 и више | Просек |
| ----------------- | --- | --- | --- | --- | --- | -- | -- | - | - | --------- | ------ |
| Број домаћинстава | 354 | 603 | 528 | 793 | 231 | 95 | 26 | 6 | 3 | 4         | 3,15   |

| Пол    | Укупно | Неожењен/Неудата | Ожењен/Удата | Удовац/Удовица | Разведен/Разведена | Непознато |
| ------ | ------ | ---------------- | ------------ | -------------- | ------------------ | --------- |
| Мушки  | 3.379  | 965              | 2.249        | 117            | 44                 | 4         |
| Женски | 3.513  | 716              | 2.276        | 411            | 99                 | 11        |
| УКУПНО | 6.892  | 1.681            | 4.525        | 528            | 143                | 15        |

| Пол    | Укупно                    | Пољопривреда, лов и шумарство | Рибарство                            | Вађење руде и камена | Прерађивачка индустрија       |
| ------ | ------------------------- | ----------------------------- | ------------------------------------ | -------------------- | ----------------------------- |
| Мушки  | 1.795                     | 152                           | 0                                    | 1                    | 789                           |
| Женски | 1.175                     | 81                            | 0                                    | 0                    | 520                           |
| Укупно | 2.970                     | 233                           | 0                                    | 1                    | 1.309                         |
|        |                           |                               |                                      |                      |                               |
| Пол    | Производња и снабдевање   | Грађевинарство                | Трговина                             | Хотели и ресторани   | Саобраћај, складиштење и везе |
| Мушки  | 55                        | 116                           | 125                                  | 28                   | 113                           |
| Женски | 25                        | 27                            | 141                                  | 19                   | 10                            |
| Укупно | 80                        | 143                           | 266                                  | 47                   | 123                           |
|        |                           |                               |                                      |                      |                               |
| Пол    | Финансијско посредовање   | Некретнине                    | Државна управа и одбрана             | Образовање           | Здравствени и социјални рад   |
| Мушки  | 12                        | 9                             | 164                                  | 95                   | 39                            |
| Женски | 14                        | 8                             | 57                                   | 102                  | 121                           |
| Укупно | 26                        | 17                            | 221                                  | 197                  | 160                           |
|        |                           |                               |                                      |                      |                               |
| Пол    | Остале услужне активности | Приватна домаћинства          | Екстериторијалне организације и тела | Непознато            | Непознато                     |
| Мушки  | 26                        | 0                             | 0                                    | 71                   | 71                            |
| Женски | 19                        | 0                             | 0                                    | 31                   | 31                            |
| Укупно | 45                        | 0                             | 0                                    | 102                  | 102                           |

## Познате личности
- Радослав Златановић, песник и преводилац с енглеског језика, уредник у Издавачкој кући "Јединство" у Приштини, живи у Полому, селу надомак Владичиног Хана, иначе је до 1999. године живео на Косову и Метохији.
- Зоран M. Мандић, био је песник, есејиста и књижевни критичар рођен је 1950. године у Владичином Хану, Живи и ради у Апатину и Сомбору. Аутор је двадесетак књига поезије. Заступљен је у великом броју антологија и прегледа српске поезије у земљи и иностранству. Мандићу је једногласно за књигу песама "Србија у дубоким водама" додељена награда "Јован Скерлић" за 2016. годину. Песник Зоран М. Мандић добитник је књижевне награде "Милан Ракић" за поезију за 2019. годину, коју традиционално додељује Удружење књижевника Србије. Мандићу је ова престижна српска награда додељена за књигу "Одбрана избора" у издању Књижевне заједнице "Борисав Станковић" из Врања. Преминуо је 2022.
- Станиша Стошић, био је певач народне музике јужњачког мелоса. Најпознатија његова песма је Лела Врањанка.

## Спорт
- ЖКК Морава 21 Владичин Хан, женски кошаркашки клуб
- ФК Морава Владичин Хан, фудбалски клуб основан 1929. године.